# Strada statale 145 Sorrentina
La strada statale 145 Sorrentina è una strada statale italiana che, seguendo la costa della parte meridionale del golfo di Napoli, collega la città di Pompei ed in generale l'area vesuviana con la penisola sorrentina.

## Storia

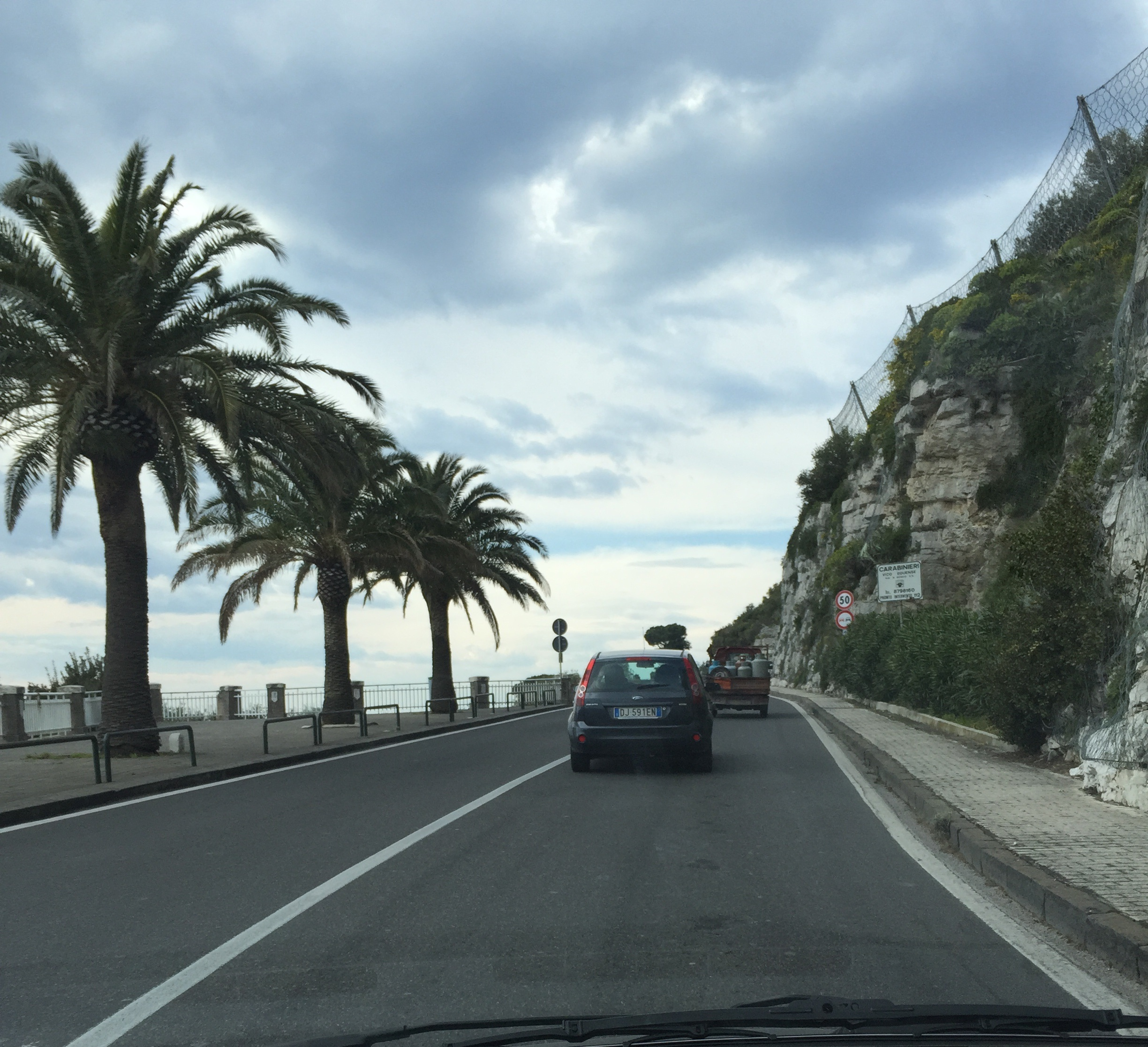
SS 145 all'altezza di Meta

La strada statale venne istituita come Strada statale 145 Sorrentina con un decreto del presidente della Repubblica del 1950, con proprietà e gestione affidata ad Anas. Il percorso veniva descritto in questo modo: 'Innesto con la n. 18 presso Torre Annunziata - Castellammare di Stabia - Sorrento'. Nel 1959, con un decreto ministeriale pubblicato in Gazzetta Ufficiale, venne aggiunto un ulteriore tronco di 8 km che, iniziando dall'allora conclusione del percorso presso Sorrento, continuava il tracciato storico. Il percorso veniva descritto in questo modo: 'Innesto S.S. n. 145 a Sorrento - Sant'Agata - Innesto S.S. n. 163 presso Colli di Fontanelle'.
Il 16 luglio 2014, dopo trentadue anni di lavori di costruzione, venne inaugurata la Strada statale 145 var Galleria Santa Maria di Pozzano, una variante costituita da una galleria lunga 5.035 metri che si ricongiunge alla galleria di Seiano, la cui origine era inizialmente posta nei pressi del complesso termale dello Scrajo e che termina nell'omonima frazione: la galleria permette di superare lo storico percorso tortuoso, ora declassato a viabilità ordinaria, lungo la costa e il centro di Vico Equense.

## Percorso
La strada statale inizialmente aveva origine nel territorio comunale di Torre Annunziata da una diramazione della Strada statale 18 Tirrena Inferiore. Il tracciato, percorrendo le strade ora denominate a livello comunale Via Sant'Antonio e Via Bottaro, entrava nel comune di Pompei. Ora invece il percorso inizia senza soluzione di continuità dall'area di svincolo Castellammare di Stabia dell'Autostrada A3 Napoli-Salerno, già nel comune di Pompei: la prima parte dello storico tracciato, lunga 1 600 m e divisa tra il comune oplontino e pompeiano, è stata difatti declassata a seguito della riorganizzazione dello svincolo sopracitato.

### Da Pompei a Castellammare di Stabia
Entrati nel comune di Castellammare di Stabia, una buona parte del primo tratto storico, compreso tra l'inizio presso l'uscita dall'A3 e la città di Gragnano, è stato sostituito da una nuova arteria su viadotto costruito ad un livello superiore alle strade di Castellammare e di Gragnano, snellendo notevolmente il traffico cittadino. Superato il viadotto e le prime due gallerie, da Pozzano di Castellammare di Stabia parte la nuova variante di Galleria Santa Maria di Pozzano, inaugurata nel 2014.

### Variante Galleria Santa Maria di Pozzano

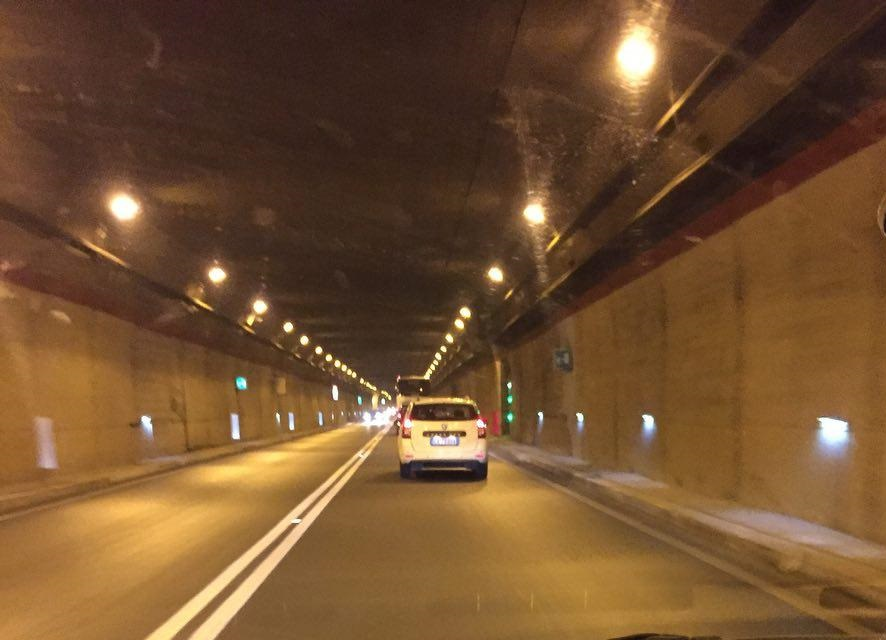
La nuova galleria Santa Maria di Pozzano

La strada statale 145 var Galleria Santa Maria di Pozzano (SS 145 var) è una strada a scorrimento veloce che si sviluppa all'interno della città metropolitana di Napoli. Si tratta di una variante del tracciato storico della strada statale 145 Sorrentina che attraversava il denso e trafficato centro di Castellammare di Stabia. A seguito della costruzione della variante in viadotto e galleria, il vecchio tracciato è stato declassato.
La nuova galleria di Pozzano collega la SS 145 in località Pozzano (km 10,927) alla Galleria di Seiano, formando un'unica galleria lunga 5035 metri che permette di superare il percorso tortuoso lungo la costa e il centro di Vico Equense, reimmettendosi sulla statale al km 17,680. L'arteria è costituita da due corsie, una per senso di marcia separate da una doppia striscia continua. L'intero tracciato si percorre in viadotto e in galleria, quindi è privo di intersezioni a raso. Il limite di velocità è attualmente fissato a 60 km/h e controllato elettronicamente mediante utilizzo di sistema di controllo della velocità media ed istantanea SICVe "Vergilius".

#### Tabella percorso
| Raccordo |                                 |       |        |
| Tipo     | Indicazione                     | ↓km↓  | ↓km↓   |
|          | Inizio                          | 0,000 | 10,927 |
|          | Galleria Santa Maria di Pozzano | 0,065 |        |
|          | Galleria Santa Maria di Pozzano | 5,100 |        |
|          | Fine                            | 5,100 | 17,680 |

### Da Gragnano alla SS 163
Superata la variante e tornati sul percorso storico, dove si oltrepassa la località di  Seiano di Vico Equense, si arriva a Meta. Passati Piano di Sorrento e Sant'Agnello, si giunge a Sorrento. Successivamente la strada lambisce Sant'Agata sui Due Golfi, frazione di Massa Lubrense, e attraversa le zone collinari dei comuni di Sorrento, Sant'Agnello e Piano di Sorrento fino ad innestarsi, in località Colli di San Pietro (frazione del comune di Piano di Sorrento), sulla Strada statale 163 Amalfitana.

### Tabella percorso
| Sorrentina | |        |
| Tipo       | Indicazione                                                                                           | ↓km↓   |
|            | Napoli-Salerno svincolo Castellammare di Stabia                                                       | --     |
|            | Pompei Torre Annunziata                                                                               | --     |
|            | Inizio tratta a gestione Anas Sorrentina                                                              | 1,6    |
|            | Castellammare di Stabia Corso Italia                                                                  | 3,5    |
|            | Galleria di Varano                                                                                    | 5,9    |
|            | Galleria di Varano                                                                                    | 7,1    |
|            | Gragnano - Pimonte - Agerola - Lettere ex di Agerola Costiera amalfitana                              | 7,4    |
|            | Galleria di Privati                                                                                   | 7,6    |
|            | Galleria di Privati                                                                                   | 9,5    |
|            | Castellammare di Stabia Via Panoramica                                                                | 9,6    |
|            | Galleria Santa Maria di Pozzano                                                                       | 10,927 |
|            | Vico Equense ex litoranea                                                                             | 10,927 |
|            | Tratto urbano Seiano, Meta di Sorrento, Piano di Sorrento, Sant'Agnello, Sorrento Penisola Sorrentina | 17,680 |
|            | Amalfitana presso Colli San Pietro (Piano di Sorrento)                                                | 42,040 |